# Karlo Veliki
Karlo Veliki (latinski: Carolus Magnus ili Karolus Magnus, njemački: Karl der Große, francuski i engleski: Charlemagne ; 2. travnja 747. – 28. siječnja 814.), franački kralj od 768. – 771., jedini vladar od 771. do 814., car od 800. godine.

## Početak
Često se spominje da je početak njegove vladavine 768. godina, kad je umro njegov otac Pipin Mali, no tada je država podijeljena na dva dijela kojima su vladali Karlo (zapadni dio) i njegov brat Karloman (istočni dio). Braća nisu zemljom upravljala složno. Do dubljih razmimoilaženja došlo je u vezi s politikom prema Langobardima. Karlo je isprva usvojio stav svoga djeda i oca Karla Martela o savezništvu s Langobardima, pa se čak, po očevoj želji oženio s kćerkom langobardskog kralja Deziderija kako bi se postigao trajni mir nakon rata iz 756. godine. Taj savez bez obzira na brak ipak nije dugo potrajao. Deziderije je naime, iskorištavajući sporove između vojne aristokracije u Papinskoj državi i svećenstva, nametnuo u Rimu svoga kandidata za papu Stjepana III. Karlov brat Karloman želio je da politika u Italiji ostane u njegovu nadleštvu; strahovao je od Karlova saveza s Langobardima i istupao kao zaštitnik papinstva. Karlo je uskoro shvatio da to omogućuje bratu da mu se suprotstavlja pa je radikalno izmijenio svoj odnos prema Langobardima. Prekinuo je savez s Deziderijem, rastavio se od njegove kćeri i stupio u pregovore s papinstvom. Karloman se time našao politički usamljen. Pod pobliže nepoznatim okolnostima umro je potkraj 771. godine, Karlo je bez obzira na nasljedno pravo Karlomanovih sinova zavladao cijelom državom. Ostavši bez baštine, Karlomanova udovica, koja je također bila langobardska princeza, je s oba svoja sina pobjegla u Italiju na talijanski dvor.

## Ratovi
Prvi po povijesnom redosljedu od ratova Karla Velikog je bio onaj protiv Sasa. Njega se veoma jednostavno može nazvati i drugim križarskim pohodom (prvi je bio bizantski pohod između 626. i 628. godine) pošto se on vodio s ciljem zatiranja tamošnje poganske religije. U prvom od saskih pohoda iz 772 godine koji će trajati sljedeća tri desetljeća franačka vojska uništava tamošnje sveto stablo kao dokaz nadmoći kršćanstva. Tijekom najvećeg dijela ovoga doba franačka vojska bez problema pobjeđuje lokalno stanovništvo koje bi se po njenom povratku u domovinu opet pobunilo. Sve te bune traju do 804 godine kada je Karlo Veliki po zadnji put bio prisiljen izravno intervenirati protiv pobunjenika.
Puno uspješniji i kraći je bio njegov rat protiv Langobarda. Iako je formalni razlog za ovaj rat između 773. i 774. godine bilo pitanje granica između papinske države i kralja Deziderija, stvarna Karlova motivacija se nalazila u djeci Karlomana koja su živjela u Paviji i predstavljala opasnost po njegovog tek rođenog prestolonasljednika Karla mlađeg. Ono što je još Pipin Mali dokazao, potvrdio je i Karlo Veliki, čije dvije armije su s velikom lakoćom uništile protivničku vojsku 773. godine. Nakon toga je uslijedila opsada Pavije, koja pada u sljedeću godinu. Tijekom pada ovog grada djeca Karlova brata Karlomana su bila likvidirana dok je langobardski kralj bio pošteđen te sudbine.
Zasljepljen prividnim uspjehom u ratu protiv Sasa i totalnom pobjedom u Italiji, franački kralj je počeo vjerovati u vlastitu nepobjedivost tako da kada dobiva poziv za intervenciju u današnjoj Španjolskoj, on mu se bez razmišljanja odaziva. Ovaj pohod iz 778 godine na kraju dobiva ishod potpuno drugačiji od očekivanja. Bez obzira na prvobitne uspjehe koje čine osvajanja Barcelone i Pamplone, Karlov oprez se javlja pri opsadi Zaragoze koja se odbija predati. Kap koja prelijva čašu tada postaje vijest o saskoj buni nakon čega se donosi odluka o napuštanju Španjolske. Prije odlaska Karlo uništava obrambene zidove baskijske prijestolnice Pamplone zbog čega ga ubrzo ovaj narod počinje napadati. U najvećoj bitki ovoga rata Baski uništavaju franačku armiju koja čuva njihovu zalaznicu. Među poginulima se našao grof Bretonske marke Roland čija sudbina će biti opjevana u najpopularnijem epu toga doba. Taj poraz je na neko vrijeme smirio osvajačke ambicije Karla Velikog koji se tada okreće organizaciji svoga velikog kraljevstva.
Posljednji od velikih ratova Karla Velikog počinje 788. godine kada Avari u potezu upitne inteligencije pljačkaju franačku istočnu Italiju. Kako je na taj potez jedini odgovor mogao biti rat, on se i dogodio. Rat će sveukupno trajati nešto malo više od deset godina ne radi protivničke snage nego radi potrebe franačkih vojski da guše saske bune. Konačnom pobjedom Karla Velikog njegova država se zbog aneksije vazalne Bavarske (788 godine) prostirala od Dunava do Atlantskog oceana i od Barcelone do Baltičkog mora. Na svom tom području jedini pokušaj ozbiljne franačke bune je bio onaj iz 792. godine kada ga njegov sin Pipin Grbavac pokušava oboriti državnim udarom.

## Car
Vojni i politički uspjesi znatno su ojačali Karlovu moć i ugled na Zapadu. Stoga su počele pripreme za njegovo uzdizanje na carski položaj. Možda je tu zamisao potakao ili je u najmanju podupirao Karlov prijatelj i savjetnik, anglosaski redovnik Alkuin, koji je na Karlov poziv došao u Franačku i od 796. bio opat samostana sv. Martina u Toursu. On je već nekoliko godina prije Karlove krunidbe za cara isticao Karlovu dominantnu ulogu u kršćanskom svijetu, njegovo božansko poslanje kao zaštitnika vjere i papinstva. Pri tome je izraz "kršćansko carstvo" što ga on upotrebljava postao sinonim za cijeli kršćanski Zapad, u opreci prema Bizantskom Carstvu.
Ovakvo izričito izdizanje Karla na vrhunski položaj na Zapadu, iznad kraljevstava, papinstva i svih ljudi, bilo je u skladu s Karlovim težnjama. On je već od početka svoje vladavine prisvajao pravo da daje svoj pristanak na izbor pape, kao što je i bizantski car potvrđivao izbor carigradskog patrijarha, a i pape sve do sredine 8. stoljeća. Nakon što je u Carigradu svrgnut Konstantin VI. u korist svoje majke Irene godine 797., na Zapadu je isticano da na Istoku više uopće nema cara, nego da je vlast uzurpirala jedna žena. U isto vrijeme papinstvo je zapalo u duboku dekadenciju pa je ovisilo o milosti franačkoga kralja. Sve te okolnosti kao i činjenica da je Karlo zavladao cijelom Zapadnom Europom od Saske i Panonije pa sve do Španjolske (s granicom na rijeci Ebru), stvorile su povoljne uvjete da se zamisao o obnovi carstva na Zapadu ostvari. Zato je papa Lav III. okrunio na Božić 800. godine za cara s obrazloženjem da tada više nije bilo rimskih careva pošto je u Carigradu vladala carica Irena. S tom njegom krunidbom nastaje Sveto Rimsko Carstvo. Tijekom ovog zanimljivog razdoblja Karlu dolazi jedna delegacija iz Jeruzalema (koji je tada bio u arapskim rukama) i u ime jeruzalemskog patrijarha predaje mu zastavu i ključeve Svetoga groba, Kalvarije i samoga grada Jeruzalema. Povodom tog događaja stoljećima poslije francuski kraljevi će se smatrati zaštitnicima Svetog groba.
Karlova krunidba za cara izazvala je prosvjed Bizanta u kojemu je u međuvremenu Irena svrgnuta, a carem postao Nikefor I. Izbio je i rat, koji je završio mirom u Aachenu 812. godine. Bizant je međutim tim mirom odlučio priznati Karlu carski naslov.

## Doba Karla Velikog
Karla su slavili i njegovi suvremenici i kasnija historiografija. I unatoč nekim pretjerivanjima, ostaje nedvojbena činjenica da je pod vladavinom Karla Velikog Franačka i cijela Zapadna Europa doživjela razdoblje kulturnog napretka (Karolinška renesansa), prosperiteta i relativnog mira kakvih nije bilo na tom području još od doba Rimskog Carstva. Podupirući samostane Karlo je podupirao razvoj pismenosti i kulture (iako sam nije znao pisati). Crkva je u ono doba opće nepismenosti i nekulture, praktički bila njihov jedini čuvar. Mnogi izvori za to i kasnije doba kao i brojna djela antičkih pisaca nastali su odnosno sačuvani za sljedeće naraštaje zahvaljujući upravo njemu i njegovim nastojanjima. Za Karla Velikog procvat doživljava i graditeljstvo. Tako je dao sagraditi Dvorsku kapelu u svojoj prijestolnici Aachenu. 
Karlo Veliki nadživio je svu svoju djecu osim Ludovika I. 'Pobožnog' koji ga je i naslijedio. Karlov život i djela opisao je opat Einhard.

## Karlo Veliki i Hrvatska
Hrvatska se ovog vladara ticala samo tijekom njegovih ratova s Avarima i Bizantom. Njegovo uništenje Avara rezultira kratkoročnim nastankom slavenske države imena Blatonski Koštel između Drave, Mure i Dunava. Ova kratkoročna državna tvorevina će biti uništena krajem devetog stoljeća mađarskim osvajanjem. U tom kratkom vremenskom razdoblju veliki dio tamošnje populacije čine Hrvati.
Istra s druge strane zbog ratova s Bizantom postaje povijesna zanimljivost. Kao dotadašnji rimski (bizantski) teritorij prelazi direktno u ruke Svetog Rimskog Carstva. 
Od tadašnjih vojnih operacija ostaje danas u već zaboravljenom događaju priča o pogibiji Karlovog furlanskog markgrofa (generala) Erika na današnjem području Rijeke 799 godine. Kako je najbliži tadašnji grad u tom sukobu bio Tarsatika (danas Trsat), ona je bila uništena kao opomena drugima. Tadašnja područja Panonske i Dalmatinske Hrvatske su nominalno priznale vlast Franaka dok je Crvena Hrvatska (crnogorsko primorje i dio Albanije danas) ostala u vlasti Bizanta. Franci se inače nisu miješali u unutarnje poslove Dalmatinske (Primorske) Hrvatske, tako da su hrvatski knezovi vladali praktički samostalno. Primorska Hrvatska je priznavala vrhovnu franačku vlast sve do kneza Branimira, a onda se potpuno osamostalila, a Panonska Hrvatska sve do kraja 9. stoljeća i provale Mađara.
Koliko je Karlo bio moćan i ugledan među Hrvatima i ostalim Slavenima svjedoči i činjenica da je hrvatska i slavenska riječ "kralj" nastala upravo od Karlova imena (Carolus).

## Zanimljivost
U krugovima povjesničara postoje već neko vrijeme špekulacije kako je Karlo Veliki potomak Atile. Osnovu takvog razmišljanja čine dva vjenčanja kraljevske porodice naroda Gepida. Tijekom života Atile njegov možda i najvjerniji general je bio Ardarik, kralj Gepida. Ta vjernost je tada bila nagrađena vjenčanjem s kćerkom svoga gospodara. Kako su potomci ovoga kralja vladali Gepidskom državom do njenog uništenja u drugoj polovici VI stoljeća uzima se kao mogućnost da su oni bili ujedno potomci Atile Biča Božjeg.
Drugi važni dio ovog nasljeđivanja započinje povijesno dokumentiranim vjenčanje Austrikuse, kćerke tadašnjeg kralja Gepida za Waka kralja Langobarda (vladao 510 – 539). Kasnija česta vjenčanja langobardskih kraljeva s bavarskim i franačkim vladarima nam daruje ovu još uvijek upitnu vezu s predcima Karla Velikog.
Osnovni problem cijele ove teorije se nalazi u činjenici kako je Ardarik kao i svi barbarski vladari toga vremena imao svoj harem, a ne samo jednu ženu. Radi toga se sa sigurnošću ne može ustvrditi je li ga naslijedio sin kćerke Atile Biča Božjeg ili neke druge njegove supruge.

## Poveznice
- Popis franačkih kraljeva

## Vanjske poveznice
- Životopis Karla Velikog  Arhivirana inačica izvorne stranice od 10. prosinca 2017. (Wayback Machine)
- Život Karla Velikog  Arhivirana inačica izvorne stranice od 14. svibnja 2008. (Wayback Machine), Einhard; srednjovjekovni izvori
- Vita Karoli Magni latinski tekstovi iz Latinske knjižnice

| Prethodnik:                    | car Svetog Rimskog Carstva | Nasljednik:          |
| Titulu dodijelio Papa Lav III. | car Svetog Rimskog Carstva | Ludovik I. 'Pobožni' |

| Prethodnik: | Kralj Franačke | Nasljednik:          |
| Pipin Mali  | Kralj Franačke | Ludovik I. 'Pobožni' |